# 諾里斯 (密西西比州)
諾里斯（英語：Norris）是位於美國密西西比州斯科特縣的非建制地區。

## 歷史
諾里斯的郵局於1891年設立，其後於1931年停運。

## 地理
諾里斯所處的海拔為高於海平面165米（即541英呎），而該地所採用的時區為UTC-6，即北美中部時區（CST）。同時該地設有夏令時間，為UTC-6調快一小時，即UTC-5（CDT）。